# Constantin Ionescu (primar de Chișinău)
- Pentru alte utilizări ale combinației nume și prenume, a se vedea Constantin Ionescu (dezambiguizare).

Constantin Ionescu a fost un politician român, primar al orașului Chișinău între anii 1931–1932.